# Октябрське (Іглінський район)
Октя́брське (рос. Октябрское, башк. Октябрьский) — присілок у складі Іглінського району Башкортостану, Росія. Входить до складу Тавтімановської сільської ради.
Населення — 164 особи (2010; 177 в 2002).
Національний склад:
- башкири — 59 %